# Jaume Amat i Murtra
Jaume Amat i Murtra (Barcelona, 16 de febrer de 1898 - Barcelona, 16 de desembre de 1975) fou un futbolista català de la dècada de 1910.

## Trajectòria
Fou jugador del FC Barcelona durant la segona meitat de la dècada de 1910. Va disputar diversos partits amistosos amb el club des de la temporada 1913-14, i partits oficials entre 1915 i 1920. Participà activament en l'obtenció del Campionat de Catalunya de la temporada 1915-16.
També fou tresorer del club entre 1959 i 1961.
Forma part d'una llarga nissaga barcelonista, diversos membres de la quan han estat lligat al club en diverses funcions.

## Palmarès
- Campionat de Catalunya de futbol:
  - 1915-16, 1919-20